# Абсатарова Гузель Рашидівна
 Абсатарова Гузель Рашидівна  (нар.. 1 жовтня 1957 року) — радянська башкирська танцівниця. Народна артистка Башкирської АРСР (1989).

## Біографія
Абсатарова Гузель Рашидівна народилася 1 жовтня 1957 ріку в місті Уфі.
У 1996 році закінчила Російську Академію театрального мистецтва (педагоги Є. П. Валукін, Л. М. Таланкін).
З 1973 року — солістка, а з 1991 року — педагог-репетитор Ансамблю народного танцю імені Ф.Гаскарова.
З 2004 року працювала викладачем Східної економіко-гуманітарної академії, а з 2008 року викладає в Башкирському державному педагогічному університеті.

## Танцювальні партії
«Азамат», «Арагонська хота», «Бөрйән ҡыҙҙары» («Бурзяночки»), «Дуҫлыҡ» («Дружба»), «Єте киз», «Загіда» («Муглифа»), «Ҡумыҙ менән бейеү» («Танець з кубызом») тощо.

## Нагороди та звання
- Заслужена артистка Башкирської АРСР (1986),
- Народна артистка Республіки Башкортостан (1989)